# 1030
| [ Edytuj tabelę ]              |                                                   |
| Król Polski                    | - 1025 Mieszko II Lambert 1031                    |
| Król Angkoru                   | - 1010 Surjawarman I 1048                         |
| Król Anglii                    | - 1014 Knut Wielki 1035                           |
| Hrabia Aragonii i król Nawarry | - 1000 Sancho III Wielki 1035                     |
| Hrabia Barcelony               | - 1017 Berengar Rajmund I 1035                    |
| Książę Bawarii                 | - 1026 Henryk VI 1041                             |
| Książę Burgundii               | - 1016 Henryk I 1032                              |
| Cesarz Bizancjum               | - 1028 Roman III Argyros 1034                     |
| Cesarz Chin                    | - 1022 Song Renzong 1063                          |
| Książę Czech                   | - 1012 Oldrzych 1033                              |
| Król Danii                     | - 1018 Knut Wielki 1035                           |
| Władca Egiptu                  | - 1021 Az-Zahir 1036                              |
| Król Francji                   | - 996 Robert II Pobożny 1031                      |
| Król Gruzji                    | - 1027 Bagrat IV 1072                             |
| Hrabia Holandii                | - 993 Dirk III 1039                               |
| Cesarz Japonii                 | - 1016 Go-Ichijō 1036                             |
| Kalif                          | - 991 Al-Kadir 1031                               |
| Hrabia Kastylii                | - 1029 Sancho III 1035                            |
| Król Kastylii                  | - 1000 Sancho III 1035                            |
| Wielki książę Kijowa           | - 1019 Jarosław Mądry 1054                        |
| Patriarcha Konstantynopola     | - 1025 Aleksy I Studyta 1043                      |
| Władca Korei                   | - 1009 Hyŏnjong 1031                              |
| Król Leónu                     | - 1028 Bermudo III 1037                           |
| Król Norwegii                  | - 1028 Knut Wielki 1035 - 1030 Swen Knutsson 1035 |
| Książę Obodrzyców              | - 1029 Racibor 1043                               |
| Hrabia Palatynatu              | - 994 Ezzon 1034                                  |
| Papież                         | - 1024 Jan XIX 1032                               |
| Hrabia Portugalii              | - 1028 Mendo III 1050                             |
| Cesarz rzymski (niemiecki)     | - 1027 Konrad II 1039                             |
| Książę Saksonii                | - 1011 Bernard II 1059                            |
| Król Szkocji                   | - 1005 Malcolm II 1034                            |
| Król Szwecji                   | - 1022 Anund Jakub 1050                           |
| Doża Wenecji                   | - 1026 Pietro Barbolano 1032                      |
| Król Węgier                    | - 1000 Stefan I Święty 1038                       |

Rok 1030 / MXXX
stulecia: X wiek ~
XI wiek ~
XII wiek

lata: 1020 «
1025 «
1026 «
1027 «
1028 «
1029 «
1030
» 1031
» 1032
» 1033
» 1034
» 1035
» 1040

## Wydarzenia w Polsce
- Po śmierci margrabiego Thietmara (10 stycznia) nastąpił najazd odwetowy Mieszka II na Saksonię za atak Konrada II dokonany w 1029[1]

## Wydarzenia na świecie
- 29 lipca – w bitwie pod Stiklestad poległ król Norwegii Olaf II Święty.
- Stefan I Święty, król Węgier, odbił z rąk polskich Księstwo Nitrzańskie.
- Zwycięstwo Węgrów nad wojskami niemieckimi dowodzonymi przez Konrada II.
- Chrystianizacja Norwegii.
- Najazd Jarosława I Mądrego na ziemię dzisiejszej zachodniej Ukrainy i Białorusi.
- W wyniku najazdu Jarosława Mądrego oderwano od Polski m.in. gród Bełz[2].

## Urodzili się
- 26 lipca – Stanisław ze Szczepanowa, biskup krakowski, święty, patron Polski (data sporna lub przybliżona)  (data urodzin nieznana, tradycyjnie podaje się, że urodził się 1030; zm. 1079)

## Zmarli
- 31 stycznia - Wilhelm V Wielki, książę Akwitanii i hrabia Poitiers (ur. 969)
- 21 lutego – Otgiva, hrabina Flandrii (ur. ?)
- 29 lipca – Olaf II Haraldsson, król Norwegii (ur. 995)
- 17 sierpnia - Ernest II Szwabski, książę Szwabii z dynastii Babenbergów (ur. 1012)